# Bill Tosheff
William Mark Tosheff, detto Bill (Gary, 2 giugno 1926 – Koloa, 1º ottobre 2011), è stato un cestista statunitense, professionista nella NBA.

## Carriera
Venne selezionato dagli Indianapolis Olympians al quarto giro del Draft NBA 1951 (32ª scelta assoluta).